# 리노 썬더
리노 선더(Rino Thunder, 1934년 10월 29일 ~ 2003년 9월 27일)는 미국의 배우이다.
미국에서 태어났으며 뉴욕에서 사망하였다.

## 영화
- 프레쉬 킬 (1994년)
- 대지의 기적 (1992년)
- 어둠 속의 영웅 (1992년)
- 못말리는 비행사 (1991년)